# Gymnogobius nigrimembranis
Gymnogobius nigrimembranis es una especie de peces de la familia de los Gobiidae en el orden de los Perciformes.

## Hábitat
Es un pez de Agua dulce, de clima templado y demersal. 

## Distribución geográfica
Se encuentran en Asia: la China. 

## Observaciones
Es inofensivo para los humanos. 